# Alison Moyet
Alison Moyet (Geneviève Alison Jane Ballard; 18. lipnja 1961.) engleska je pjevačica i tekstospisateljica. Bivša je članica Yazooa (Yaz), premda je poznatija po solo-karijeri.

## Diskografija
- Alf
- Raindancing
- Hoodoo
- Essex
- Hometime
- Voice
- The Turn
- The Minutes
- Other
- Key

## Poveznice (najpoznatije pjesme)
- Invisible (Alison Moyet)
- Is This Love? (Alison Moyet)